# Jordan Kyrou
Jordan Kyrou (Toronto, Ontario, 5 de mayo de 1998) es un jugador profesional canadiense de hockey sobre hielo que se desempeña en la posición de centro en St. Louis Blues, equipo de la National Hockey League (NHL).

## Carrera
Fue seleccionado en la segunda ronda en la NHL Entry Draft de 2016. En 2018 hizo su debut profesional con el equipo St. Louis Blues, donde lleva jugando seis temporadas.